# Fatih Karagümrük Spor Kulübü
Il Fatih Karagümrük Spor Kulübü, nota solo come Karagümrük, è una società calcistica con sede nei quartieri di Vefa e Karagümrük, situati nel distretto di Fatih, nel comune metropolitano di Istanbul, in Turchia. Milita nella Süper Lig, la massima serie del campionato turco di calcio.

## Storia
Il club sportivo fu fondato nella primavera del 1926 grazie a Muhtar Bey e ai suoi amici, con l'unificazione delle squadre giovanili dell'Acıçeşme e del Karagümrük, sotto il nome di Karagümrük İdman Yurdu Spor Kulübü. Come colori della squadra furono scelti il rosso e il nero. Dal 1932 al 1933 il club sconfisse tutte le avversarie incontrate nella Coppa della Repubblica e vinse il trofeo. In questo periodo si aggiudicò anche il trofeo Partito del popolo.
Negli anni Trenta ebbe delle difficoltà nella divisione locale del campionato, ma alla fine della stagione 1941-1942 vinse il campionato di calcio di Istanbul. A seguito di questo storico successo, per iniziativa del Ministro della pubblica istruzione Hasan Ali Yücel, il campo da gioco fu tolto al club e assegnato al Vefa Spor Kulübü, che all'epoca si trovava nel distretto di Eminönü, mentre il Karagümrük Spor Kulübü cessò le attività e rimase inattivo sino al 1946.
I rossoneri, che ripresero l'attività con il nome di Karagümrük Gençlik Kulübü (turco per "Club giovanile Karagümrük") il 14 luglio 1946, si iscrisse al campionato di quinta divisione nella stagione 1946-1947 e arrivò al primo posto per due anni di fila. Nella stagione 1955-1956 il Karagümrük Spor Kulübü si piazzò secondo e nel 1958-1959 fu promosso in massima serie vincendo il campionato di seconda divisione. Rimase per cinque stagioni di fila nella massima categoria del calcio turco.
Il club rimase imbattuto in campionato nella stagione 1958-1959 fino all'ultima giornata del girone di andata, quando, a causa della sconfitta per 3-2 contro il Galatasaray, perse la vetta della classifica, per poi chiudere al quinto posto. Nel 1958 il Karagümrük aveva concluso l'affare più costoso della storia del calcio turco sino a quel momento acquisendo le prestazioni di Kadri Aytaç dal Galatasaray per 57 500 lire turche. Il 23 gennaio 1959 la ragione sociale del club divenne Karagümrük Spor Kulübü, nome mantenuto sino al 28 giugno 1961.
Nel 1963 retrocesse in seconda serie a causa del penultimo posto nel girone rosso del massimo campionato nazionale. Rimase in seconda divisione fino al 1969, quando dovette ripartire dalla quarta divisione. Nel 1980 ritrovò la seconda serie e nel 1982-1983 vinse il campionato sotto la guida di Osman Odman, ma l'ultimo posto in massima divisione nel 1983-1984 causò una nuova retrocessione. Seguirono quattro stagioni in seconda serie; nel frattempo il club cambiò nome in Fatih Karagümrük Spor Kulübü dopo un'assemblea dei soci tenutasi il 28 aprile 1985.
Retrocesso in terza serie nel 1987-1988, il Karagümrük ottenne una nuova promozione nel 1988-1989, ma una nuova retrocessione in quarta serie giunse al termine dell'annata 1992-1993, seguita da una nuova caduta: il club finì dunque in Bölgesel Amatör Lig alla fine del 1996-1997. Il ritorno in quarta serie avvenne alla fine della stagione 1999-2000 e il ritorno in terza serie al termine della stagione 2001-2002. Promossa in seconda divisione nel 2003-2004, l'anno dopo la squadra retrocesse nuovamente in terza serie, dove rimase per tre anni, precipitando in quarta divisione nel 2008 e nella Bölgesel Amatör Lig nel 2009, ma fu declassata in sesta serie (girone di Istanbul).
Vinto il campionato di sesta divisione nel 2009-2010, ottenne subito la promozione nella Bölgesel Amatör Lig, la quinta serie, e nel 2012 quella in quarta serie. Nel 2014 tornò poi in terza divisione e nel 2019 in seconda divisione. Nel 2019-2020 ottenne, da neopromossa, il quinto posto e la vittoria dei playoff nella finale contro l'Adana Demirspor, ritrovando così la massima serie dopo trentasei anni. Nel 2020-2021 la squadra si trasferì allo stadio olimpico Atatürk, non essendo lo stadio di Vefa omologato per la massima serie turca. Nel 2023-2024, pur raggiungendo per la prima volta le semifinali della Coppa di Turchia, il Fatih Karagümrük retrocede in seconda serie, trovandosi in svantaggio negli scontro diretti con l'Ankaragücü, pur avendo chiuso il campionato con gli stessi punti in classifica.
Nel campionato di seconda serie turca, il Fatih Karagurmuk arriva terzo in classifica vincendo i play off tornando cosi in Süper Lig.

## Organico

### Rosa 2025-2026
Aggiornata al 20 agosto 2025.

| N. |                           | Ruolo | Calciatore           |
| -- | ------------------------- | ----- | -------------------- |
| 6  | Turchia (bandiera)        | C     | Atakan Çankaya       |
| 8  | Turchia (bandiera)        | C     | Berkay Özcan         |
| 11 | Giamaica (bandiera)       | C     | Daniel Johnson       |
| 13 | Croazia (bandiera)        | P     | Ivo Grbić            |
| 14 | Costa d'Avorio (bandiera) | C     | Marius Trésor Doh    |
| 16 | Turchia (bandiera)        | C     | Tuğbey Akgün         |
| 17 | Turchia (bandiera)        | A     | Ahmet Sivri          |
| 20 | Turchia (bandiera)        | A     | Tarık Buğra Kalpaklı |
| 21 | Turchia (bandiera)        | A     | Tiago Çukur          |
| 22 | Turchia (bandiera)        | D     | Fatih Kuruçuk        |
| 29 | Slovenia (bandiera)       | D     | Jure Balkovec        |
| 33 | Turchia (bandiera)        | D     | Çağtay Kurukalıp     |

| N. |                       | Ruolo | Calciatore           |
| -- | --------------------- | ----- | -------------------- |
| 34 | Svezia (bandiera)     | C     | Alper Demirol        |
| 70 | Brasile (bandiera)    | A     | Serginho             |
| 72 | Turchia (bandiera)    | C     | Barış Kalaycı        |
| 88 | Turchia (bandiera)    | C     | Ömer Gümüş           |
| 91 | Giamaica (bandiera)   | A     | Andre Gray           |
| 94 | Turchia (bandiera)    | D     | Anıl Yiğit Çınar     |
| 96 | Turchia (bandiera)    | P     | Kerem Yandal         |
| 99 | Turchia (bandiera)    | P     | Furkan Bekleviç      |
|    | Cile (bandiera)       | D     | Enzo Roco            |
|    | Georgia (bandiera)    | D     | Nikoloz Ugrekhelidze |
|    | Portogallo (bandiera) | A     | João Camacho         |

## Partecipazione ai campionati
| Livello | Categoria             | Partecipazioni | Debutto   | Ultima stagione | Totale |
| ------- | --------------------- | -------------- | --------- | --------------- | ------ |
| 1º      | Süper Lig             | 8              | 1958-1959 | 2025-2026       | 8      |
| 2º      | TFF 1. Lig            | 18             | 1963-1964 | 2019-2020       | 18     |
| 3º      | TFF 2. Lig            | 28             | 1969-1970 | 2018-2019       | 28     |
| 4º      | TFF 3. Lig            | 4              | 2001-2002 | 2013-2014       | 4      |
| 5º      | Bölgesel Amatör Lig   | 2              | 2010-2011 | 2011-2012       | 2      |
| 6º      | Amatör Futbol Ligleri | 4              | 1997-1998 | 2009-2010       | 4      |

## Palmarès

### Competizioni nazionali
- TFF 2. Lig: 1

2003-2004 (gruppo A)
- TFF 3. Lig: 2

1988-1989, 2001-2002

### Competizioni regionali
- Bölgesel Amatör Lig: 1

2011-2012

### Altri piazzamenti
- TFF 2. Lig:

Vittoria play-off: 2018-2019
- TFF 1. Lig:

Terzo posto: 2024-2025
Vittoria play-off: 2019-2020
- Coppa di Turchia:

Semifinalista: 2023-2024